# Люксембургия
Люксембургия (лат. Luxemburgia) — род древесных растений семейства Охновые (Ochnaceae) порядка Мальпигиецветные (Malpighiales), эндемичный для Бразилии. Включает около 20 видов.
Кладистические исследования показывают, что группа из родов Luxemburgia и Philacra является монофилетической.

## Распространение
В природе растения этого рода встречаются только в Бразилии. Ареал рода ограничен так называемыми campos rupestres (с порт. — «скальными полями») — субтропическим экорегионом, для которого характерны скальные обнажения и горная луговая растительность. Представители рода встречаются на высоте не менее 1000 метров над уровнем моря — в основном в штате Минас-Жерайс, в меньшей степени в штатах Баия и Гояс.

## Биологическое описание
Кустарники или деревья. Ветви могут быть как прямыми, так и изогнутыми.
Листья очерёдные, могут быть как сидячие, так и с черешками; обычно все листья расположены на верхушке ветвей. Листовые пластинки могут быть разной формы. Края пластинок зубчатые, а на верхушке пластинки расположен небольшой вырост; все вторичные жилки расположены под углом примерно 45 ºC к первичной жилке и параллельны друг другу, каждая из них сходится к одиночной краевой железе.
Цветки зигоморфные, пятидольные, собраны в терминальные кистевидные соцветия, которые могут быть как мало-, так и многоцветковыми. Чашелистиков пять, они зелёного цвета, свободные. Лепестков пять, они жёлтого цвета, свободные, обратнояйцевидной или продолговатой формы. Характерной особенностью строения цветков люксембургии является соединение тычинок в полукольцо вокруг завязи, с таким положением андроцея связана и зигоморфность цветков. Тычинки почти сидячие, расположены в несколько рядов (от 2 до 5), общее число тычинок колеблется от 8 до 60. Завязь верхняя.
Плод — продолговатая коробочка эллиптической или обратнояйцевидной формы. Семена продолговатые, крылатые, с обильным эндоспермом; зародыш прямой.

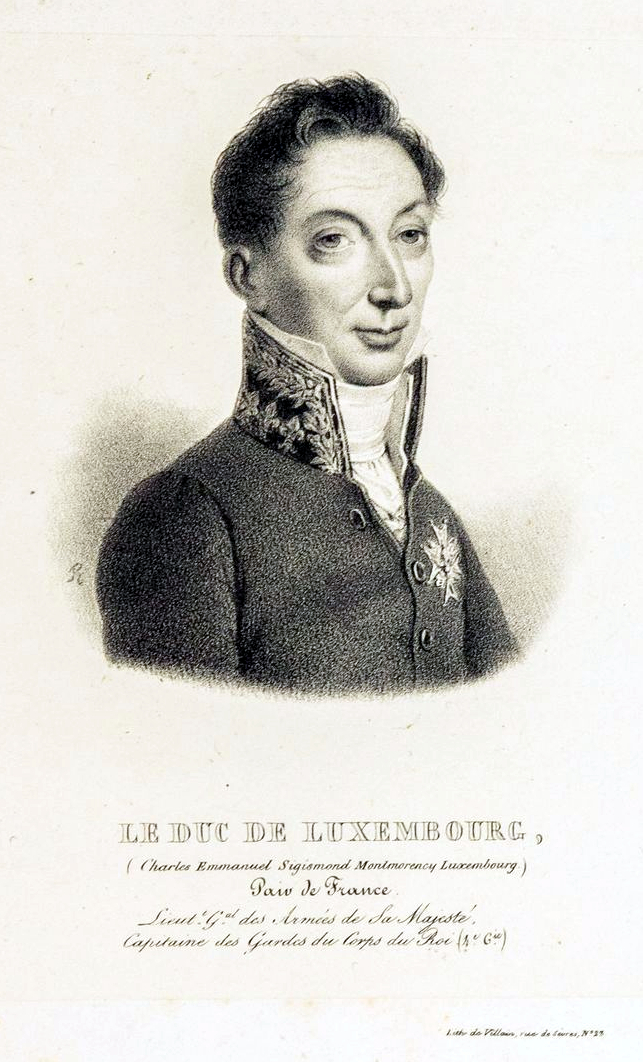
Герцог Люксембургский, в честь которого был назван род

## Таксономия и классификация
Люксембургия была описана французским ботаником Этьенном Жоффруа Сент-Илером в 1822 года. Он поместил новый род в семейство франкениевых (Frankeniaceae) и назвал его в честь герцога Люксембургского (Шарля-Эмманюэля-Сижисмона де Монморанси-Люксембурга, 1774—1861), посла Франции в Бразилии.

### Синонимы
В синонимику рода входят следующие названия (все синонимы являются гетеротипными):
- Charidion Bong. (1836)
- Epiblepharis Tiegh. (1901)
- Hilairella Tiegh. (1904)
- Periblepharis Tiegh. (1902)
- Plectanthera Mart. (1824)

## Виды
По информации базы данных Plants of the World Online (по состоянию на начало 2024 года), род включает 20 видов:
- Luxemburgia angustifolia Planch.
- Luxemburgia bracteata Dwyer

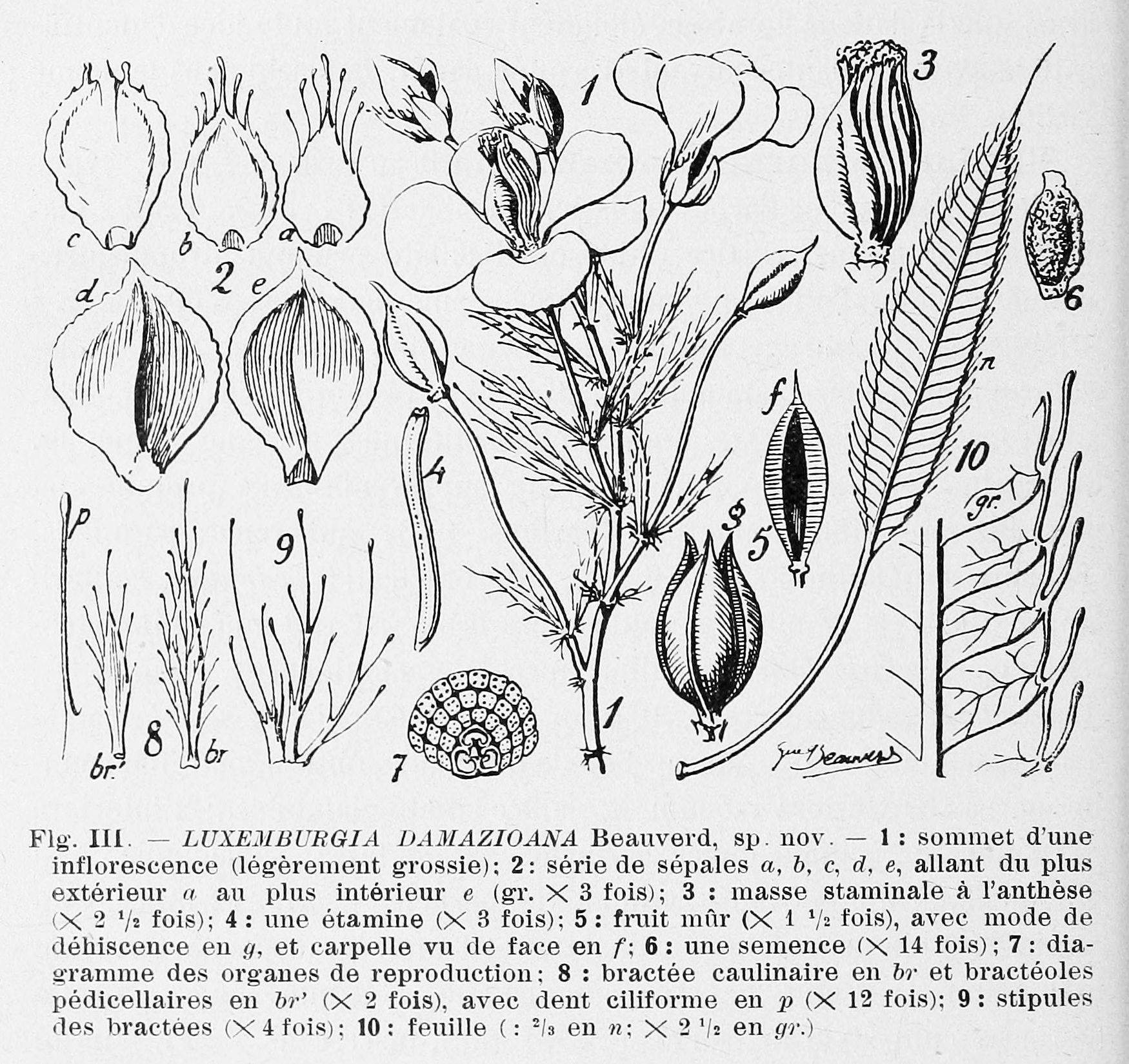
Luxemburgia damazioana. Ботаническая иллюстрация Гюстава Бовера (1916)

- Luxemburgia ciliatibracteata Sastre
- Luxemburgia ciliosa (Mart.) Gardner
- Luxemburgia corymbosa A.St.-Hil.
- Luxemburgia damazioana Beauverd
- Luxemburgia diciliata Dwyer
- Luxemburgia flexuosa Sastre
- Luxemburgia furnensis Feres
- Luxemburgia glazioviana (Engl.) Beauverd
- Luxemburgia hatschbachiana Sastre
- Luxemburgia leitonii Feres
- Luxemburgia macedoi Dwyer
- Luxemburgia mogolensis Feres
- Luxemburgia mysteriosa Fraga & Feres
- Luxemburgia nobilis Eichler ex Engl.
- Luxemburgia octandra A.St.-Hil. typus[1]
- Luxemburgia polyandra A.St.-Hil.
- Luxemburgia schwackeana Taub.
- Luxemburgia speciosa A.St.-Hil.